# Patrick Rothfuss
Patrick Rothfuss (ur. 6 czerwca 1973 w Madison) – amerykański pisarz fantasy. Jest autorem powieści Imię wiatru.

## Życiorys
Patrick Rothfuss urodził się 6 czerwca 1973 roku w Madison (stan Wisconsin). Według jego internetowej strony z powodu niepogody i braku telewizji kablowej dorastał jako zapalony czytelnik. W 1991 roku dostał się na University of Wisconsin, gdzie początkowo planował studiować chemię, jednak zmienił zdanie, aby realizować się w psychologii klinicznej. W końcu, po trzech latach nauki, określił swój wiodący przedmiot studiów jako 'niezadeklarowany' i zajmował się wszystkim tym, co go aktualnie interesowało. Imał się wtedy najdziwniejszych zawodów, a także pracował nad wyjątkowo długą powieścią fantasy zatytułowaną The Song of Flame and Thunder. Zaczął też pisać College Survival Guide - kolumnę w studenckiej gazecie The Pointer.
W 1999 roku zakończył studia z literatury angielskiej. Dwa miesiące przed otrzymaniem tytułu magistra skończył projekt, nad którym pracował przez ponad siedem lat: historię krążącą wokół życia człowieka o imieniu Kvothe, czyli The Song of Flame and Thunder. Rothfuss zaprezentował ją wielu wydawnictwom, jednak za każdym razem zostawała odrzucona. W 2002 roku wrócił na uczelnię, by rozpocząć pracę jako wykładowca. Punktem zwrotnym w jego karierze było zwycięstwo w konkursie Writers of the Future z The Road to Levinshir, fragmentem powieści. Dzięki nagrodzie i rozmowie z Kevinem J. Andersonem, Rothfussowi udało się sprzedać powieść DAW Books, jednemu z największych wydawców fantasy. The Song of Flame and Thunder została rozdzielona na trzytomową serię zatytułowaną Kroniki Królobójcy, a jej pierwsza część, Imię wiatru, trafiła do księgarń w kwietniu 2007 r. i już w tym samym roku zdobyła Quill Award za najlepsze sci-fi/fantasy oraz znalazła się na liście bestsellerów New York Timesa i sklepu amazon.com.

## Twórczość

### Kroniki Królobójcy
- Imię wiatru[3] (część I cyklu)

wydanie oryginalne: The Name of The Wind
- Strach mędrca. Część 1(inne języki)[5] (część II.1 cyklu)
- Strach mędrca. Część 2(inne języki)[6] (część II.2 cyklu)

wydanie oryginalne: The Wise Man’s Fear
- How Old Holly Came to Be – (brak wydania polskiego), (opowiadanie)

wydanie oryginalne w antologii Unfettered
- Muzyka milczącego świata[10] (opowiadanie)

wydanie oryginalne: The Slow Regard of Silent Things
- The Lightning Tree (brak wydania polskiego), (opowiadanie)

wydanie oryginalne: I wydanie w antologii Rogues
- The Narrow Road Between Desires (opowiadanie)[14]
- The Doors of Stone[15] (ciągle zapowiadana część III cyklu, tytuł roboczy)

## Nagrody
1. Quill Award (2007) – Science Fiction/Fantasy/Horror[16]
2. Best Books of the Year (2007) – Publishers Weekly – Science Fiction/Fantasy/Horror
3. Best Book of 2007 – FantasyLiterature.net[17]